# Fontevraud-l'Abbaye
Fontevraud-l'Abbaye è un comune francese di 1 540 abitanti situato nel dipartimento del Maine e Loira nella regione dei Paesi della Loira. Prende il nome dall'Abbazia di Fontevraud, antico monastero reale.

## Società

### Evoluzione demografica
Abitanti censiti